# Scincella baraensis
Scincella baraensis — вид сцинкоподібних ящірок родини сцинкових (Scincidae). Описаний у 2020 році.

## Поширення
Ендемік В'єтнаму. Виявлений на схилах гори Ба Ра у провінції Біньфиок на півдні країни.